# ناحیه شروین
شهرستان شروین (به عربی: دائرة شروین) یک شهرستان‌های الجزایر است که در استان ادرار واقع شده‌است.

## خصوصیات
شهرستان شروین ۳۱٬۱۴۹ نفر جمعیت دارد و ۲۶۶ متر بالاتر از سطح دریا واقع شده‌است.